# Silke Franken
Silke Franken (* vor 1999) ist eine deutsche Filmeditorin und Sounddesignerin.
Sie begann ihre Tätigkeit als Editorin 1999 überwiegend für Fernsehproduktionen, darunter Folgen des Frankfurter Tatort. Auch als Sounddesignerin ist sie in jenem Bereich tätig. Manchmal erfüllt sie sogar beide Rollen an demselben Film.

## Filmografie (Auswahl)

### Als Editorin
- seit 2006: Tatort (Fernsehreihe)
  - 2006:  Der Tag des Jägers
  - 2011:  Der Tote im Nachtzug
  - 2013:  Wer das Schweigen bricht
  - 2015:  Hinter dem Spiegel
  - 2016:  Die Geschichte vom bösen Friederich
  - 2018:  Unter Kriegern
  - 2019:  Falscher Hase
  - 2019:  Die Guten und die Bösen
  - 2021: Wer zögert, ist tot
  - 2022:  Finsternis
  - 2023:  Kontrollverlust
- 2008: Der große Tom
- 2009: Die Gänsemagd
- 2009: Der Tiger oder Was Frauen lieben!
- 2010: Morgen musst Du sterben
- 2014: Männertreu
- 2018: Frankfurt, Dezember 17
- 2023: 2 Freunde (Fernsehfilm)

### Als Sounddesignerin
- 2004: Die Konferenz
- 2008: Der große Tom
- 2008: König Drosselbart
- 2016: Tatort: Die Geschichte vom bösen Friederich